# وردنجان
وردنجان، یکی از شهرهای بخش مرکزی شهرستان بن، در استان چهارمحال و بختیاری است.

## موقعیت جغرافیایی

### موقعیت مکانی
وردنجان در طول ۵۰ درجه و۴۶ دقیقه، عرض جغرافیایی ۳۲ درجه و ۲۸ دقیقه، ارتفاع ۲۱۵۰ تا ۲۲۰۰ متر از سطح دریا قرار گرفته است.
فاصله وردنجان تا شهرکرد حدود ۱۷ کیلومتر {با الحاق چالش تر، اشگفتک و مهدیه (زانیان) به شهرکرد فاصله وردنجان تا شهرکرد به ۱۲ کیلومتر کاهش یافته ست} و تا شهر بن ۶ کیلومتر است و بین دو شهر بن و نافچ جای دارد.
شهر وردنجان، در دامنه کوه چهل دختران و در ارتفاع ۲۱۵۰ تا ۲۲۰۰ متری از سطح دریا واقع شده است. ارتفاع وردنجان از جنوب به سمت شمال افزایش می‌یابد.
وردنجان، دارای آب و هوای معتدل کوهستانی می‌باشد که دارای تابستان‌های معتدل و زمستان‌های بسیار سرد است.

### موقعیت در تقسیمات کشوری
این شهر از توابع شهرستان بن بوده و شهرداری این شهر در تاریخ ۱۳۸۹/۱۱/۱ افتتاح شد.

## جمعیت
بر اساس سرشماری سال ۱۳۹۵ جمعیت شهر وردنجان ۴۴۵۶ نفر بوده است. همچنین بر اساس سرشماری سال ۱۳۸۵ جمعیت دهستان وردنجان، ۱۱۰۱۴ نفر، برابر با ۲۶۶۸ خانوار بوده است.

## دودمان و گویش
دودمان و زبان اکثر مردم وردنجان، پارسیان و فارسی صحبت می‌کنند. گویش مردم این شهر بخصوص است که با تغییر بعضی «واج‌ها» و صداهای حروف دارای لهجه خاصی هستند که آن‌ها را از دیگران متمایز می‌سازد. مردم این شهر در بسیاری از کلمات حرف (و) را حذف و به جای ان از حرف (ی) استفاده می‌کنند مانند (بید) که معادل فارسی (بود) است یا (نبید) که معال فارسی (نبود) است حتی کلماتی از زبان‌های دیگر نیز وارد شده است که از آن جمله می‌توان به کلمه «کُفه» از زبان انگلیسی Cough که به معنی «سرفه» می‌باشد.

## وجه تسمیه
در مورد وجه تسمیه وردنجان نقل‌های مختلفی شده است.

## موقعیت فرهنگی

### اهتمام به تحصیل علوم دینی
این شهر یکی از شهرهایی است که به نسبت جمعیت، روحانیون و طلاب علوم دینی زیادی را در خود جای داده است و گفته می‌شود بالغ بر ۲۰۰ نفر روحانی دارد. تا کنون آمار دقیقی از تعداد طلاب و روحانیون این شهر ارایه نشده است. برای مثال حجت الاسلام والمسلمین غلامعباس مولوی از اساتید و طلاب برجسته استان اصالتاً اهل این شهر بوده و اکنون بسیاری از دانش آموختگان علوم دینی استان زیر نظر ایشان کسب دانش می‌کنند. اکثر پیران این شهر قرآن را به خوبی می‌خواندند. از قدیم مکتب خانه در این محل که هنوز روستایی بیش نبود برپا بود. مکتب خانه‌ها که عموماً قاریان قرآن فعلی و در گذشته از آن جا پا گرفته‌اند توسط روحانیان مکتبی سرشناس همچون ملا نظر علی ثرائی و فرزندانش (شیخ هیبت‌الله و شیخ کرامت الله) اداره می‌شد. این روحانیان که به ملا مکتبی مشهور بوده‌اند نقش به سزایی در فرهنگ و آداب و رسوم دینی شهر داشته‌اند و از روش خاصی برای آموزش قرآن استفاده می‌کردند که منحصر به فرد بوده. این سبک در حال منسوخ شدن است. روش‌های نوین قرآن آموزی جایش را در بین مردم باز کرده است. اکنون قاریانی کشوری و حافظان فراوانی در این دیار وجود دارند. علی اسماعیلی یکی از قاریان معروف شهر است که بارها و بارها با تلاوت زیبای خود مقامات اولی را در مسابقات کشور به دست آورده است. حجه الاسلام مرتضی اسماعیلی حافظ کل قرآن کریم حائز رتبه‌های برتر کشوری از افتخارات قرآنی این شهر محسوب می‌شوند به نمونه‌ای از نحوهٔ تدریس قرآن به سبک قدیمی در زیر اشاره می‌شود: برای خواندن کلمهٔ الحمد لله چنین می‌گفتند: == الف و لام زبر «ال» ح و میم زبر «حم» الحم. دال پیش دو = الحمد. لام، زیر ل. لام، الف «لا» للا. ه، زیر ه لله. ==و به همین شکل به آموزش روخوانی قرآن می‌پرداختند. در مکتب خانه‌ها از سنین کودکی تا جوانان بالای ۲۰ سال حضور داشتند. ملا کرامت الله ثرائی آخرین بازماندهٔ ملا مکتبی‌ها از خاندان ملا نظر بود که بنابر آنچه در سنگ نوشته قبرش دیده می‌شود در سال ۱۳۶۶ ه‍.ش مرحوم شده است. از دیگر بزرگان این شهر می‌توان به مرحوم عبدالرحیم جعفری اشاره کرد که عمری را در راه ترویج معارف اسلام سپری نمود. مرقد او در بین بقیه درگذشتگان از تفاوت ممتازی برخوردار است. در بحث تدریس دروس جدید مرحوم حاج عبدالباقی رفیعی و حاج آقا علی اسماعیلی اولین معلمانی بودند که پایه‌گذار مدرسه ابتدایی در وردنجان بودند. آموزش و حفظ قرآن در بین خانواده‌های این شهر رونق فراوان دارد در استان چهارمحال و بختیاری این شهر به سه خصیصه ممتاز است. تعداد شهدا تعداد روحانیون و قرآنی بودن فرهنگ خانواده‌ها. شیخ محمد حسین ثرایی فرزند مرحوم هیبت اله از جمله کسانی است که خط و هنر را از اجداد خود به ارث برده است او با اهتمامی که دارد قرآنی را به زیباترین خط در مقیاس یک در ۷۲ متر به نگارش درآورده است. کوچک‌ترین قرآن تک برگی دستنویس دنیا که به شکلی زیبا در ابعاد حدود یک در یک و نیم متر مربع نگارش یافته یکی از هنرمندی‌های این هنرمند قرآنی از خاندان ثرایی می‌باشد.

### مکانهای تفریحی و گردشگری و میراث فرهنگی
چهل دختران نام محل تفریحی است که همواره با چشمه‌ای زلال گردشگرانی را به خود جلب می‌کند. یکی از چالش‌هایی که این مکان را تهدید می‌کند احداث واحد پرورش ماکیان در دامنه این کوه و تخریب درختان آن می‌باشد. مسجد جامع وردنجان که در بافت قدیمی و هسته مرکزی شهر قرار دارد قدمتی نزدیک به ۲۰۰ سال و مربوط به دوره قاجاریه است؛ و در سال ۱۳۹۰ مورد مرمت و بازسازی قرار گرفت. از تهدیدات زیست‌محیطی این شهر می‌توان به تخریب کوه سنگ پارس و از بین رفتن پوشش گیاهی و مرتعی و خشک شدن قنات‌های آن اشاره کرد. 

## جمعیت و ترکیب آن
در سال ۱۳۴۵، وردنجان جمعیتی بالغ بر ۱۷۰۲ نفر داشت در همین سال این شهر دارای ۲۳۱ خانوار بوده است.
بر اساس سرشماری سال ۱۳۵۵ جمعیت این شهر ۲۳۸۲ نفر و دارای ۴۴۸ خانوار بود.
بر اساس سرشماری سال ۱۳۶۵، جمعیت وردنجان ۳۷۷۹ نفر و ۶۳۲ خانوار داشت.
بر اساس سرشماری سال ۱۳۷۵، جمعیت وردنجان ۴۲۹۵ نفر و ۸۲۴ خانوار داشت.
در سال ۱۳۸۴، جمعیت وردنجان ۴۷۳۱ نفر و ۱۰۰۹ خانوار داشت.

## هیئات و فعالیت‌های مذهبی
شهر وردنجان به دلیل مذهبی بودن درصد بسیار زیادی از مردم خود، به دار المومنین معروف شده است. این شهر ۷۲ شهید والا مقام تقدیم اسلام و انقلاب کرده است این شهر قاریان، مؤذنان (حاج اسدالله اسماعیلی) و مداحان خوش صدایی دارد. استاد و قاری برجسته کشوری علی اسماعیلی، قاری برجسته حافظ کل قرآن کریم حجه الاسلام مرتضی اسماعیلی و مداحین و پیر غلامان برجسته اهل بیت همچون، حاج بشیر و حاج عطا الله، رحمت‌الله بیگی هرچگانی [چنگیزخان] محمد تقی اسماعیلی، محمدتقی قادری، غلامرضا رفیعی، کربلایی میثم بیگی، کربلایی مصباح بیگی، کربلایی رحمان رفیعی، کربلایی رحمان اسماعیلی، سید ابراهیم مرتضوی از افتخارات این شهر هستند
همچنین دو هیئت بزرگ این شهر یعنی هیئت متوسلین به علی‌اصغر (ع) و هیئت متوسلین به قمر بنی هاشم (ع) در این شهر قدمت بسیار زیادی دارند.
خیمه گاه اباعبدالله الحسین در این شهر همه ساله بازدید کنندگان بسیار و حتی توریست‌های زیادی را به سوی خود جذب می‌کند.
هیئت‌های خانگی رواج بسیار دارند و آیین علم گردانی این شهر زبان زد عام و خاص است.
بانوان در اجرای هیئت‌های خانگی پیشقدم بوده و اهتمام زیادی به برگزاری این مراسمات معنوی در مناسبت‌های خاص دارند

## فعالیت‌های ورزشی
این شهر از تیم‌های والیبال، بسکتبال، کیوکوشین کاراته و… برخوردار است که بسیاری از نوجوانان، جوانان و بزرگسالان، بانوان بومی این منطقه یا در خارج از این شهر مشغول به فعالیت هستند و دارای رتبه‌های برتر می‌باشند:
خانم طیبه جعفری ملی پوش وردنجانی در تیم ملی والیبال نشسته ایران، منتهی به کسب نشان نقره بازی‌های پارالمپیک آسیایی اینچئون ۲۰۱۴، و مدال برنز ۲۰۱۰ گوانجو این بازیها، از آنجمله است.
خانمها فاطمه و ریحانه مولوی، از مدال آوران و قهرمانان استان در زمینه تکواندو دارنده مدال‌های طلا به سرمربی گری سرکار خانم شیرین محمدی هستند.
آقای امیرحسین رفیعی، عضو تیم هندبال جوانان کشوری و نیز تیم هندبال استان اصفهان می‌باشد.